# 扶養義務の準拠法に関する法律
扶養義務の準拠法に関する法律（ふようぎむのじゅんきょほうにかんするほうりつ、昭和61年6月12日法律第84号）は、扶養義務の準拠法に関する日本の法律である。
本則は第1条から第8条までで成る。

## 解説
両親の国際結婚や離婚、国際的な養子縁組等により、扶養権利に対する扶養義務を定める法律が複数の国にまたがって複数ある場合、扶養権利者は、まず原則として、扶養権利者の常居所地法によって扶養されると定められている（2条1項前段）。しかしながら、扶養権利者の常居所地法では扶養権利者が適切な扶養を受けることができない場合には、当事者の共通本国法によって扶養権利者は扶養されるとされている（2条1項後段）。更に、それらの当事者の共通本国法でも適切な扶養を受けることができない場合には、（日本国となにがしかの関係があるが故に）日本法によって扶養権利者は扶養されるとされている（2条2項）。
その他にも国際的な扶養関係についての準則が定められている。
- 第3条（傍系親族間および姻族間の扶養義務の準拠法の特例）
- 第4条（離婚をした当事者間等の扶養義務の準拠法についての特則）
- 第5条（公的機関の費用償還を受ける権利の準拠法）
- 第6条（扶養義務の準拠法の適用範囲）
- 第7条（常居所地法および本国法）
- 第8条（公序）